# Davide Boifava
Davide Boifava (Nuvolento, 14 novembre 1946) è un dirigente sportivo, ex ciclista su strada e pistard italiano.
Professionista dal 1969 al 1978, vinse due tappe al Giro d'Italia. Dopo il ritiro è stato per quasi trent'anni direttore sportivo di squadre professionistiche.

## Carriera

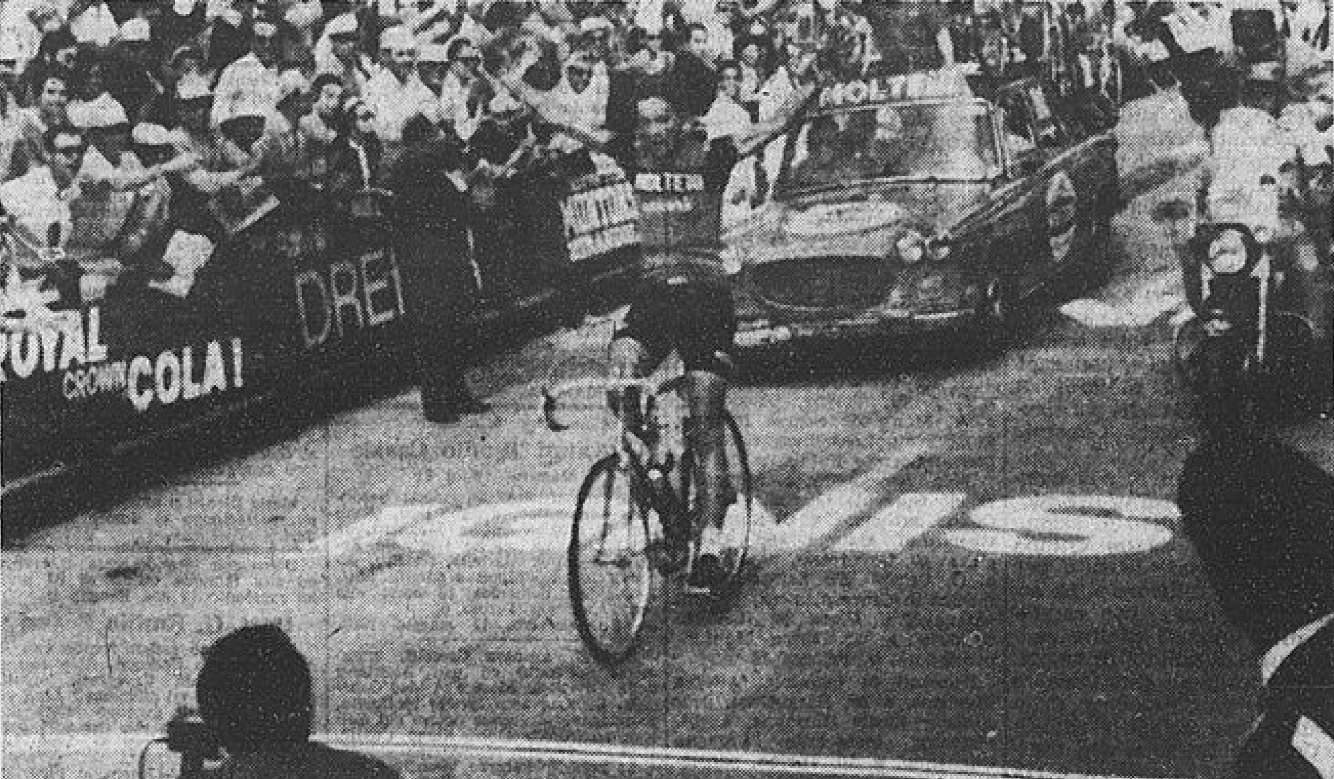
Davide Boifava vince la 2ª tappa del Giro d'Italia 1969 a Mirandola

Passato professionista nel 1969, Boifava svolse principalmente ruolo di gregario, riuscendo ad ottenere anche successi personali.
Durante il primo anno tra i professionisti ottenne i primi risultati, tra cui una tappa al Giro d'Italia, dove vestì per un giorno la maglia rosa e terminò al quindicesimo posto finale, il Giro del Lussemburgo, un terzo posto al Grand Prix des Nations ed al Trofeo Baracchi, in coppia col suo capitano Eddy Merckx, risultati che tuttavia non migliorò nelle stagioni seguenti.
Tornò a vincere una tappa al Giro d'Italia 1971, il Trofeo Matteotti e il Giro di Romagna, oltre ad altri tre podi nel Trofeo Baracchi.
Passato al ruolo di direttore sportivo per la Inoxpran/Carrera, sotto la sua guida Giovanni Battaglin vinse il Giro d'Italia 1981 e la Vuelta a España del medesimo anno, Roberto Visentini vinse il Giro d'Italia 1986 e Stephen Roche si aggiudicò il Giro d'Italia 1987 e il Tour de France del medesimo anno.

## Palmarès

### Strada
- 1966 (dilettanti)

Trofeo Alcide De Gasperi
- 1968 (dilettanti)

2ª tappa Tour de l'Avenir
- 1969 (Molteni, quattro vittorie)

2ª tappa Giro d'Italia (Brescia > Mirandola)
Classifica generale Giro del Lussemburgo
1ª tappa, 1ª semitappa Cronostaffetta Ghisallo
Cronostaffetta Ghisallo (con Michele Dancelli e Edy Schutz)
- 1970 (Molteni, una vittoria)

Giro di Romagna
- 1971 (Scic, una vittoria)

12ª tappa Giro d'Italia (Desenzano del Garda > Serniga di Salò, cronometro)
- 1972 (Zonca, due vittorie)

Trofeo Matteotti
Gran Premio Montelupo

### Pista
- 1969

Campionati italiani, Inseguimento individuale
- 1973

Campionati italiani, Inseguimento individuale

## Piazzamenti

### Grandi giri
- Giro d'Italia

1969: 15º
1971: 26º
1972: ritirato (12ª tappa, 1ª semitappa)
1973: 58º
1975: 11º
1976: 47º
1978: 74º
- Tour de France

1970: non partito (12ª tappa)
1971: ritirato (16ª tappa, 1ª semitappa)

### Classiche monumento
- Milano-Sanremo

1969: 64º
1970: 92º
1972: 41º
1973: 38º
1975: 87º
1978: 142º
- Liegi-Bastogne-Liegi

1973: 52º
- Giro di Lombardia

1969: 18º
1971: 18º

### Competizioni mondiali
- Campionati del mondo su strada

Zolder 1969 - In linea: 16º
Gap 1972 - In linea: 37º
- Campionati del mondo su pista

San Sebastián 1973 - Inseguimento individuale: 6º